# Vuoskunjaure
Vuoskunjaure är en sjö i Arjeplogs kommun i Lappland och ingår i Piteälvens huvudavrinningsområde. Sjön har en area på 0,194 kvadratkilometer och ligger 529 meter över havet. Vuoskunjaure ligger i Piteälven Natura 2000-område.
Namnet är samiskt och kan på svenska översättas med Abborrsjön.

## Delavrinningsområde
Vuoskunjaure ingår i det delavrinningsområde (738463-161027) som SMHI kallar för Inloppet i Pajep Vuoulak. Medelhöjden är 661 meter över havet och ytan är 40,57 kvadratkilometer. Räknas de 5 avrinningsområdena uppströms in blir den ackumulerade arean 163,67 kvadratkilometer. Vuoulakjåkkå som avvattnar avrinningsområdet har biflödesordning 3, vilket innebär att vattnet flödar genom totalt 3 vattendrag innan det når havet efter 226 kilometer. Avrinningsområdet består mestadels av skog (48 procent), sankmarker (34 procent) och kalfjäll (16 procent). Avrinningsområdet har 0,7 kvadratkilometer vattenytor vilket ger det en sjöprocent på 1,7 procent.